# Klaus Luger
Klaus Luger (* 8. listopadu 1960 Linec) je rakouský politik z Horních Rakous, od roku 2013 starosta Lince.

## Biografie
Starostou města je od 7. listopadu 2013. Je členem Sociálně demokratické strany Rakouska (SPÖ). Předtím byl od roku 1997 členem obecního zastupitelstva a od roku 2003 městským radním. V roce 2009 se stal místostarostou.
Je ženatý, má dva syny a dceru z předchozího manželství. Získal maturitu. Vystudoval sociální vědy na Univerzitě v Linci a historické vědy a publicistiku na Univerzitě v Salcburku. Pracoval jako vědecký referent v Institutu pro sociální a hospodářské vědy v Linci. Byl okresním předsedou SPÖ v Linci.